# Грантола
Грантола (итал. Grantola) је насеље у Италији у округу Варезе, региону Ломбардија.
Према процени из 2011. у насељу је живело 1251 становника. Насеље се налази на надморској висини од 249 м.

## Становништво
| 1936. | 1951. | 1961. | 1971. | 1981. | 1991. | 2001. | 2011. |
| ----- | ----- | ----- | ----- | ----- | ----- | ----- | ----- |
| 426   | 412   | 669   | 684   | 790   | 923   | 1.190 | 1.271 |